# عملية السلام الأفغانية

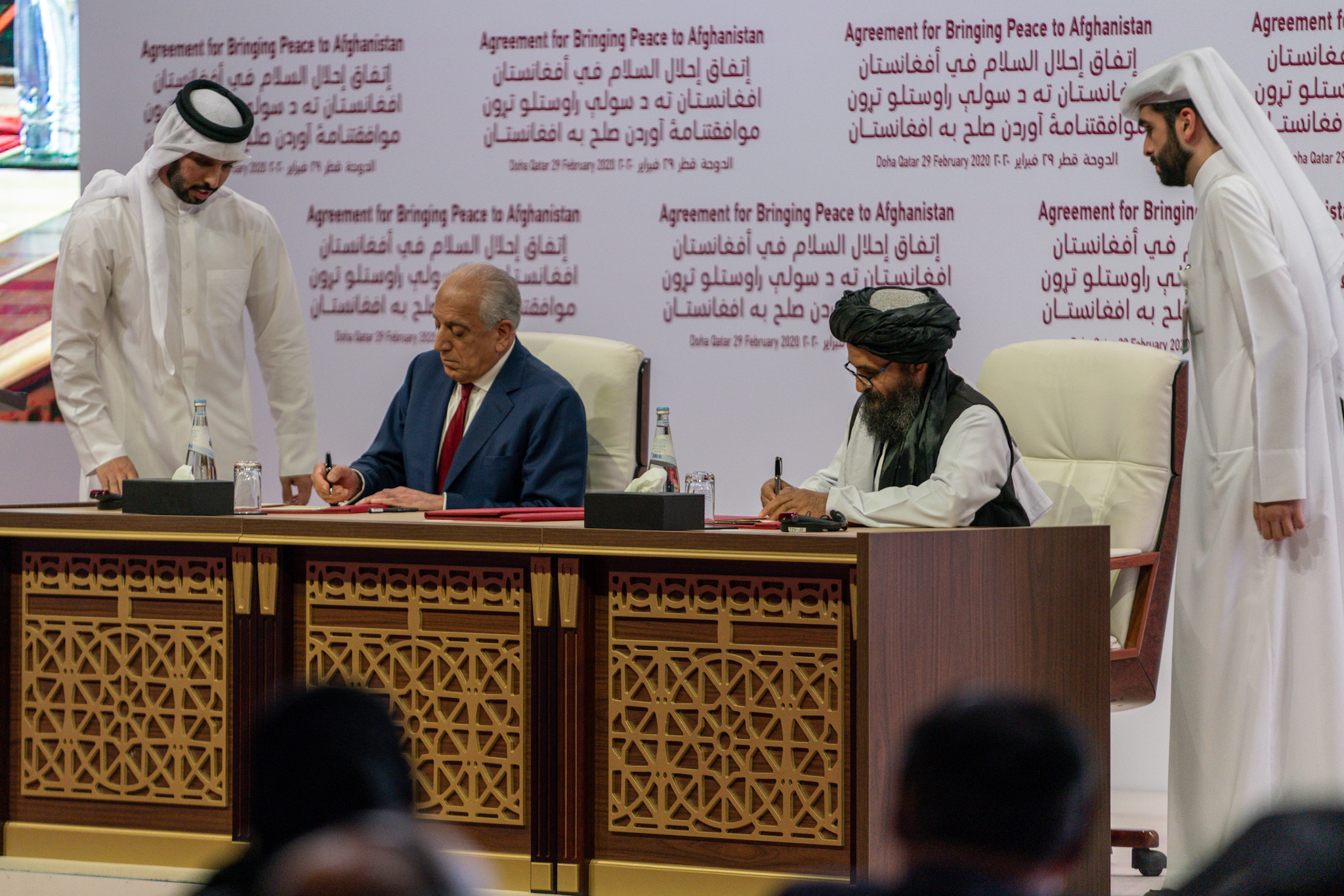
صورة من اتفاقية السلام الافغانية

شملت عملية السلام الأفغانية المقترحات والمفاوضات في محاولة لإنهاء الحرب المستمرة في أفغانستان. كُثِّفت المفاوضات وحركة السلام في عام 2018 وسط محادثات بين طالبان؛ التي كانت تقاتل ضد الحكومة الأفغانية حينها والقوات الأمريكية، والولايات المتحدة، التي يتواجد الآلاف من جنودها داخل البلاد لدعم الحكومة الأفغانية؛ وذلك على الرغم من الجهود المتفرقة التي بُذِلت منذ بدء الحرب في عام 2001. تلعب القوى الكبرى مثل الصين والهند وباكستان وروسيا، بالإضافة إلى حلف شمال الأطلسي والولايات المتحدة، دورًا رأت أنه يسهل عملية السلام، بينما رأت مجموعة السلام الأفغانية التي تُدعى حركة السلام الشعبية القوى الإقليمية والعالمية سببًا لاستمرار الحرب.
وُقِّع على اتفاقيتي سلام، كجزء من عملية السلام، حتى تلك اللحظة. وُقِّعت أول اتفاقية بين الحكومة الأفغانية وجماعة الحزب الإسلامي قلب الدين المتشددة في 22 سبتمبر عام 2016. وُقِّع على اتفاقية السلام الثانية بين الولايات المتحدة وحركة طالبان في 29 فبراير عام 2020؛ والتي دعت إلى انسحاب القوات الأمريكية من أفغانستان في غضون 14 شهرًا إذا التزمت طالبان بشروط الاتفاقية.
تصاعدت هجمات المتمردين ضد قوات الأمن الأفغانية بعد الاتفاق بين الولايات المتحدة وطالبان. بدأت محادثات السلام بين مسؤولين من الدولة الأفغانية وطالبان في سبتمبر عام 2020 في العاصمة القطرية الدوحة، ولكن كان هناك ارتفاع في عدد الضحايا المدنيين منذ ذلك الحين. قُتل حوالي 800 مدني أفغاني وأُصيب أكثر من 1600 آخرين بسبب الهجمات خلال شهري مايو ويونيو عام 2021؛ وهو أعلى رقم لهذين الشهرين منذ أن بدأت الأمم المتحدة في توثيق الخسائر الأفغانية بشكل منهجي في عام 2009.
بدأت الحكومة الأفغانية المفاوضات مع طالبان بعد سقوط كابل في أغسطس عام 2021 أثناء هجوم طالبان؛ وذلك على الرغم من أنه كان من غير المرجح أن تنتهي بأي شيء أقل من الاستسلام غير المشروط للحكومة. طلبت حركة طالبان انتقالًا سلميًا للسلطة، وأعلنت الحكومة استعدادها للالتزام. طلبت الحكومة نقل السلطة إلى حكومة مؤقتة، بينما رغبت طالبان في انتقال كامل للسلطة. حافظت قوات الناتو على وجود في كابل.

## عملية السلام
تنازلت طالبان عن قندهار بعد عرض عفو من قبل حامد كرزاي في أعقاب سقوط كابل وانتخاب زعيم قبيلة البشتون كرزاي زعيمًا وطنيًا مؤقتًا. رفضت الولايات المتحدة على الرغم من ذلك جزءًا من العفو؛ والذي كان يمكن بموجبه لزعيم طالبان ملا عمر أن «يعيش بكرامة» في مسقط رأسه قندهار. لم تُدعى طالبان إلى اتفاقية بون في ديسمبر عام 2001، والتي شهد خلالها الكثيرون بأنها كانت سبب عودة طالبان إلى ساحة المعركة واستمرار الصراع. يعود ذلك بشكل جزئي إلى الهزيمة الواضحة لطالبان، ولكن أيضًا بسبب شرط الولايات المتحدة بعدم السماح لطالبان بالمشاركة. أظهرت حركة طالبان علامات العودة بحلول عام 2003 وبدأ تمردهم بعد ذلك بوقت قصير. اعترف مفاوض الأمم المتحدة الأخضر الإبراهيمي في عام 2006 بأن عدم دعوة طالبان إلى بون كانت «خطيئتنا الكبرى». وردت الأنباء بأن هجمات المتمردين قد تضاعفت في البلاد أربعة أضعاف بين عامي 2002 و2006؛ وقيل بحلول أواخر عام 2007 إن أفغانستان كانت في «خطر جسيم» من السقوط تحت سيطرة طالبان؛ وذلك على الرغم من وجود 40 ألف من قوات المساعدة الدولية لإرساء الأمن في أفغانستان (إيساف) بقيادة الناتو. 

### اتفاق بين الولايات المتحدة وطالبان (2020)
وقعت الولايات المتحدة وطالبان اتفاقية سلام في الدوحة، قطر في 29 فبراير عام 2020 بعنوان اتفاقية إحلال السلام في أفغانستان والمعروفة أيضًا باسم اتفاق الدوحة. تشمل بنود الاتفاقية انسحاب جميع القوات الأمريكية وقوات الناتو من أفغانستان، وتعهد طالبان بمنع القاعدة من العمل في المناطق الخاضعة لسيطرة طالبان، والمحادثات بين طالبان والحكومة الأفغانية. وافقت الولايات المتحدة على تقليل مبدئي لأعداد قواتها من 13 ألف إلى 8600 جندي بحلول يوليو عام 2020، ويليه انسحاب كامل في غضون 14 شهرًا إذا أوفت طالبان بالتزاماتها. التزمت الولايات المتحدة أيضًا بإغلاق خمس قواعد عسكرية في غضون 135 يومًا، وأعربت عن نيتها في إنهاء العقوبات الاقتصادية على طالبان بحلول 27 أغسطس عام 2020.
حظيت الصفقة على دعم الصين وروسيا وباكستان، وصدّق عليها بالإجماع مجلس الأمن التابع للأمم المتحدة، وذلك على الرغم من أنها لم تشمل حكومة أفغانستان.
كان من المقرر أن تبدأ المفاوضات بين الأطراف الأفغانية الناتجة في 10 مارس عام  2020 في أوسلو، النرويج. لم يُحدد تشكيل فريق التفاوض للحكومة الأفغانية بعد، وذلك بسبب التنازع على نتائج الانتخابات الرئاسية الأفغانية لعام 2019. تتطلب الصفقة من الحكومة الأفغانية إطلاق سراح 5000 سجين من طالبان مع بدء المحادثات، وذلك ضمن تبادل للأسرى (1000 جندي حكومي) تحتجزهم طالبان. لم تكن الحكومة الأفغانية طرفًا في الصفقة، وصرح غني في 1 مارس أنه سيرفض تبادل الأسرى قائلًا: «لم تلتزم حكومة أفغانستان بالإفراج عن 5000 سجين من طالبان. إن إطلاق سراح السجناء ليس ضمن سلطة الولايات المتحدة، بل ضمن سلطة حكومة أفغانستان». قال غني أيضًا إن أي تبادل للأسرى «لا يمكن أن يكون شرطًا مسبقًا للمحادثات، ولكنه يجب أن يكون جزءًا من المفاوضات». صرح متحدث باسم طالبان في 2 مارس أنهم «مستعدون تمامًا» للمحادثات بين الأفغان، ولكن لن تكون هناك محادثات في حال عدم طلاق سراح حوالي 5000 سجين من سجنائهم. قال أيضًا إن الفترة المتفق عليها لخفض العنف قد انتهت، وإن العمليات ضد القوات الحكومية الأفغانية يمكن استئنافها.

### المفاوضات بين الأطراف الأفغانية (2020)
بدأت المحادثات بين الحكومة الأفغانية وطالبان في الدوحة، قطر في 12 سبتمبر عام 2020، إذ كان من المقرر إجراء المفاوضات في شهر مارس، ولكنها تأجلت بسبب خلاف بشأن تبادل الأسرى. قاد مولوي عبد الحكيم المفاوضات مع طالبان، وهو رئيس المحكمة العليا للجماعة ومن المقربين من هبة الله آخند زاده (أمير إمارة أفغانستان وحركة طالبان). كان عبد الله عبد الله أحد الشخصيات البارزة في فريق التفاوض للحكومة الأفغانية. ضم فريق الحكومة الأفغانية أيضًا ناشطات في مجال حقوق المرأة.
أعلن فريدون خوازون، المتحدث باسم المجلس الأعلى للمصالحة الوطنية في أفغانستان، في 27 ديسمبر عام 2020 أن جولة ثانية من المحادثات كان من المقرر أن تبدأ في 5 يناير عام 2021 في الدوحة.

### 2021
أعرب الرئيس الأفغاني أشرف غني في 6 مارس عام 2021 عن مضي حكومته قدمًا في محادثات السلام مع طالبان؛ وأنها ستناقش مع الجماعة المتمردة إجراء انتخابات جديدة وتشكيل حكومة بطريقة ديمقراطية. أعلنت حكومة بايدن في 13 أبريل عام 2021 أنها ستسحب ما تبقى من جنودها البالغ عددهم 2500 جندي من أفغانستان بحلول 11 سبتمبر عام 2021، وذلك في الذكرى العشرين لهجمات 11 سبتمبر. كررت الحكومة الأمريكية دعمها للحكومة الأفغانية فيما يتعلق بانتصار عسكري محتمل لطالبان. أعلنت حركة طالبان في 5 يوليو عام 2021 عزمها على تقديم خطة سلام مكتوبة إلى الحكومة الأفغانية في شهر أغسطس، ولكن لم يحدث ذلك حتى 13 أغسطس عام 2021. زعمت مصادر أن رئيس المجلس الأعلى للمصالحة الوطنية عبد الله عبد الله سلم في 12 أغسطس عام 2021 خطة بعنوان «الخروج من الأزمة» وشاركها مع طالبان. تقول المصادر إن الخطة تدعو إلى تشكيل «حكومة مشتركة». احتلت طالبان القصر الرئاسي في 15 أغسطس عام 2021 بعد فرار الرئيس الحالي أشرف غني من البلاد إلى طاجيكستان؛ وذلك في أعقاب هجوم طالبان في عام 2021 والاستيلاء على العاصمة كابل. 

## حركة السلام الأفغانية
يجادل باحثو معهد الولايات المتحدة للسلام بأن هناك حركات مقاومة غير عنيفة في أفغانستان. جادلوا أيضًا بأن مجموعات السلام الأفغانية بدأت في الضغط في منتصف عام 2010 على كل من الحكومة الأفغانية وطالبان من أجل وقف إطلاق النار وتنفيذ خطوات أخرى في عملية السلام. نشأت حركة تبسُّم في عام 2015، وحركة التنوير خلال عامي 2016-2017، وانتفاضة التغيير في عام 2017، وحركة السلام الشعبية في مارس عام 2018.